# Melfort
Melfort és una ciutat de la província de Saskatchewan (Canadà), a uns 95 km al sud-est de Prince Albert, 172 km al nord-est de Saskatoon i a 280 km al nord de Regina. Segons The World Gazetteer, la seva població en 2004 era de 5.400 habitants. Melfort era la 12a ciutat de Saskatchewan en 1980; tot i que havia aconseguit els 5.000 habitants de la població necessària uns anys abans, els residents es van mostrar reticents a renunciar a la seva condició de poble, i per un temps, la ciutat de Melfort en realitat era més gran que la de Melville.
Melfort es diu "La Ciutat de les Llums del Nord" a causa de la freqüència amb la que apareix l'aurora boreal.
La ciutat és envoltada pel municipi rural de Star City Núm. 428 i el municipi rural de Flett's Springs Núm. 429.
També és el centre administratiu de la banda índia de les Primeres Nacions Peter Chapman.

## Història
Just 2 kilòmetres al nord-oest de la ubicació actual els colons de Melfort es van establir a la vora del Stoney Creek abans de la reubicació a causa de la topografia de la Canadian National Railway.
Melfort va rebre el nom en honor de Mrs. Reginald Beatty (nascuda Mary Campbell, 1856–1916), esposa d'un dels primers colonitzadors (1884). Ella va néixer a la propietat de Melfort, al sud d'Oban, a Argyllshire, Escòcia.
La primera oficina de correus de Melfort es va establir l'1 d'agost de 1892, al districte provisional dels Territoris del Nord-Oest amb Benjamin Bothwell com a primer funcionari.
La comunitat esdevingué vila en 1903, i incorporada com a poble l'1 de juliol de 1907. Finalment assoñí l'estatut de 12a ciutat de Saskatchewan el 2 de setembre de 1980.